# Cychrus jinchuanensis
Cychrus jinchuanensis is een keversoort uit de familie van de loopkevers (Carabidae). De wetenschappelijke naam van de soort is voor het eerst geldig gepubliceerd in 2007 door Deuve & Tian.